# Üröm (növénynemzetség)
Az üröm (Artemisia) az őszirózsafélék (Asteraceae) családjának őszirózsaformák (Tubuliflorae) alcsaládjába tartozó növénynemzetség. Újabb rendszerezők az őszirózsafélék Asteroideae alcsaládjának Anthemideae nemzetségcsoportjába sorolják.

## Nevének eredete
Az üröm szó a baskír, tatár nyelvekben meglévő erem, a kazak izen, és csuvas arăm/erĕm szavak rokona.

## Jellemzői
A növénynemzetségbe egyéves, kétéves és évelő fajok egyaránt tartoznak csakúgy, mint lágy szárú és cserjés növények. A többévesek lombhullatók vagy örökzöldek. A „The Plant List” adatbázisában 474 érvényes Artemisia-fajt tartanak nyilván. Számos faj megtörve erős, aromás illatú, kesernyés ízű, leginkább a bennük levő szeszkviterpén-laktonoktól (pl. abszintin, szantonin). Fűszer- és gyógynövényeket egyaránt találunk közöttük (pl. fehér üröm, fekete üröm, tárkony, egynyári üröm).
Száruk és leveleik fehéres vagy szürkés árnyalatúak, s gyakran ezüstösen selymes, rásimuló szőrzettel borítottak. A levélállás szórt, leveleik két-háromszorosan szeldeltek, ritkán épek, legfeljebb csúcsuk háromhasábú.
A virágok kétivarúak, a kevés virágból álló fészekvirágzat kicsi (alig 5 mm), gömbös, vagy tojásdad. A sugárvirágok hiányoznak a fészekből. A fészekvirágzatok legtöbbször összetett, hajtáscsúcsi virágzatot (fürtöt vagy füzéres bugavirágzatot) alkotnak.
A virágok önmegporzással vagy szélmegporzással porzódnak. A pollenszemek nyújtott ellipszoid vagy gömbszerű alakúak, trikolporátak (a három csírahasítékban 1-1 pórus is van). A hasítékok hosszúak, az exine sexine-része egyenlítői irányban megvastagodott, a sarkoknál vékonyabb. Pollenje az egyik legerősebb allergén. Kevesebb pollent termel, mint a parlagfű, és azzal ellentétben nem képes kaszálás után további virágzásra. Veszélyességét fokozza a hosszan tartó pollenszórás, ami júliustól októberig tart.

## Elterjedése
Az ürömfajok főleg az északi félgömb mérsékelt övében élnek sztyeppeken és félsivatagos tájakon, lokális szempontból pedig száraz helyeken, sziklagyepekben, lösz- és homokpusztákon, szikeseken és sós tengerpartokon fordulnak elő. Gyakran társulásalkotó növények, de egyes fajaik a száraz vidékeken a vegetáció uralkodó elemei.
Magyarországon őshonos a bárányüröm, az egynyári üröm, a fehér üröm, a fekete üröm, a mezei üröm, a selymes üröm, a seprűüröm, a sziki üröm, a sziklai üröm; illetőleg honos a tárkony és az ürömcserje (istenfa) is, de utóbbiak emberi közreműködéssel kerültek ide.

## Fajok
Nem teljes a lista. A fajról szóló információk addig szerepelnek itt, amíg önálló szócikkük elkészül.
- Artemisia abrotanum – Ürömcserje ~ Istenfa, abrutüröm,[5] Az istenfának több elnevezése ismert: Ciprusfű, ebruta, istenfű, istenfa, Isten fája, abrutüröm, ürömcserje, seprőruta, istenfácska. Latin nevei még: Artemisia abrotanum, Artemisia elatior, Artemisia herbacea, Artemisia paniculata[6]

100–120 cm magas, fásodó tövű, erős illatú félcserje. Már az ókorban epe- és májgyógyszert készítettek belőle. Közép- és Kelet-Európában – így Magyarországon is – temetőkben, kertekben dísznövényként vagy sövényként ültetik; gyakran kivadul. Őshazája nem ismert.
- Artemisia absinthium – Fehér üröm[5]
- Artemisia alaskana
- Artemisia alba – Sziklai üröm[5]

Magyarországon őshonos, a Dunántúli-középhegység és a Mecsek szubmediterrán faja: sziklagyepekben, löszös vagy homokos talajon él. Mutatós levelei miatt sziklakerti, kerti dísznövényként ültetik.
- Artemisia aleutica
- Artemisia alpina (Artemisia caucasica) – Kaukázusi üröm[5]
- Artemisia annua – Egynyári üröm[5]

Kínában évezredek óta használt gyógynövény, a malária ellenszere, újabban a rák gyógyításában bizonyult ígéretesnek, mivel artemisinin nevű hatóanyaga igen hatékonyan pusztítja a rákos sejteket, miközben az egészséges sejtek közül csak elenyésző számban szed áldozatokat – kb. 1200 elpusztított ráksejtre jut egy egészséges sejt.
- Artemisia apiacea – Kétnyári üröm[5]
- Artemisia arborescens – Óriás üröm ~ Mediterrán üröm[5]

100–120 cm magas faj.
- Artemisia arbuscula
- Artemisia arctica
- Artemisia armeniaca – Szürke üröm[5]
- Artemisia argyi – Argyus-üröm[11]

Erős illatú növény, a keleti orvoslás belsőleg elsősorban nőgyógyászati betegségekben vérzéscsillapításra, külsőleg pedig az akupunktúrás terápia részét képző moxibuszció alapanyagaként reumatikus és paralízis jellegű betegségek gyógyításában használja.[forrás?] Kínában a növény préselt levével színezik a csingtuan (qingtuan) nevű édességet.
- Artemisia australis
- Artemisia austriaca – Selymes üröm ~ Osztrák üröm[5]
- Artemisia biennis
- Artemisia bigelovii
- Artemisia californica
- Artemisia campestris – Mezei üröm[5]
- Artemisia cana
- Artemisia capillaris
- Artemisia carruthii – Carruth-üröm[13]
- Artemisia cina – lásd Seriphidium cinum
- Artemisia douglasiana – Douglas-üröm[13]
- Artemisia dracunculus – Tárkony[5] ~ Sárkányürömforrás?
- Artemisia filifolia
- Artemisia franserioides
- Artemisia frigida – Havasi üröm[5]

A Mongólia területén élő mintegy 60 Artemisia-faj közül ez a faj sokszor uralkodó a száraz sztyeppek vegetációjában.
- Artemisia furcata
- Artemisia globularia
- Artemisia glomerata
- Artemisia gmelinii – „Nyárifenyő” magyar elnevezését nem tartja szerencsésnek a Priszter-szótár.[5]
- Artemisia herba-alba – Pusztai üröm ~ Sivatagi üröm[5]

Észak-Afrika félsivatagos területeitől egészen Iránig elterjedt faj. Érdekessége, hogy a nyári aszály idején az alsó leveleit ledobja és csak a szárazságtűréshez alkalmazkodott külsejű (xeromorf), felső levelei asszimilálnak tovább.
- Artemisia kauaiensis
- Artemisia japonica
- Artemisia laciniata – Szeldeltlevelű üröm ~ Sallangos üröm[5]
- Artemisia lindleyana
- Artemisia longifolia
- Artemisia ludoviciana – Gyopáros üröm[5]
- Artemisia macrobotrys
- Artemisia maritima – Tengerparti üröm[5]

Szantoninban gazdag ürömfaj.
- Artemisia mauiensis
- Artemisia michauxiana – Michaux-üröm[13]
- Artemisia nesiotica
- Artemisia nova
- Artemisia packardiae – Packard-üröm[13]
- Artemisia palmeri – Palmer-üröm[13]
- Artemisia papposa
- Artemisia parryi – Parry-üröm[13]
- Artemisia pattersonii – Patterson-üröm[13]
- Artemisia pedatifida
- Artemisia pontica – Bárányüröm[5]
- Artemisia porteri
- Artemisia pratensis
- Artemisia princeps
- Artemisia pycnocephala
- Artemisia pygmaea
- Artemisia rigida
- Artemisia rothrockii
- Artemisia santonicum – Sziki üröm[5]

A magyarországi szikeseken társulásalkotó növény.
- Artemisia scoparia – Seprűüröm[5]
- Artemisia scopulorum
- Artemisia senjavinensis
- Artemisia serrata
- Artemisia stelleriana
- Artemisia suksdorfii
- Artemisia tilesii – Tilesius-üröm[13]
- Artemisia tridentata – Háromfogú üröm[5]

Az Egyesült Államok délnyugati részének sivatagjaiban elterjedt, 2 m magas félcserje, amit ott „sagebrush”-nak neveznek.
- Artemisia tripartita
- Artemisia umbelliformis – Nemes üröm[5]
- Artemisia verlotorum
- Artemisia vulgaris – Fekete üröm[5]